# Road Atlanta

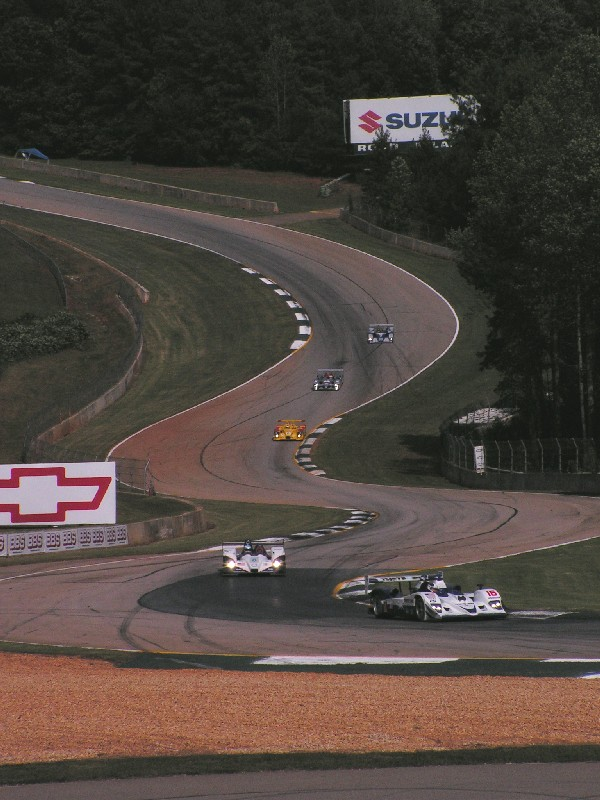
Famosos "Esses" do Road Atlanta.

Road Atlanta é um autódromo localizado em Braselton, Geórgia, Estados Unidos, a 70 km a nordeste da cidade de Atlanta. Inaugurado em 1970, a pista tem dois versãoes: a de automóviles tem uma longitude de 4.088 metros a de motocicletas 4 103 metros. Ao longo da sua história, foi usada pelo IMSA GT Championship, a CanAm, a Trans-Am, a Fórmula Atlantic e a NASCAR Nationwide Series.
O empresário norte-americano Don Panoz comprou Road Atlanta em novembro de 1996. Desde então, os automóveis da a marca Panoz são testados lá, e todos os anos se comemora a Petit Le Mans, uma corrida de resistência que faz parte do calendário da American Le Mans Series e o Campeonato Mundial de Resistência. Road Atlanta também é atualmente usado para corridas da Formula Drift, a American Motorcyclist Association e o Sports Car Club of America. 